# Athanarik
Athanarik († 25 januari 381) was een Gotische heerser van meerdere   Tervingische stammen in 4e eeuw in het gebied Walachije en Bessarabië. De Romeinen noemden hem rechter  van de Tervingi. Vermoedelijk bekleedde Athanarik ook de functie van rex(koning), waarvan niet duidelijk of dit koningschap onder de Tervingi al erfelijk was.

## Koning of Rechter
De benaming die de Romeinen voor Athanarik hanteerden berust volgens de Oostenrijkse historicus H. Schreiber op een vergissing. Het Gotische woord voor koning thiudan klonk de Romeinen namelijk als iudex (Latijn voor rechter) in de oren. Bij wijze van vergissing verwisselden zij de titel koning met rechter. Het enkele feit dat Atanarik volgens de Romeinen de titel van rex afwees krijgt daarmee ook een logische verklaring. Hij wilde niet "rex" genoemd worden, het Romeinse woord voor koning, maar gewoon "thiudan". 

## Oorlog met Rome
We horen voor het eerst van Athanarik in het jaar 365. In dat jaar waren er invallen van de Goten ten zuiden van de Donau. Legeraanvoerder  Procopius werd door keizer Valens uitgestuurd om zich met de invallen bezig te houden. Procopius liet zich echter tot keizer uitroepen en riep de Goten als foederati te hulp. Athanarik was in die tijd woordvoerder van de Gotische koningen, en dus waarschijnlijk rechter. 3000 Goten werden hem toegestuurd, maar toen deze in Constantinopel aankwamen, bleek Procopius al geëxecuteerd. Een usurpator Marcellus liet zich tot (tegen)keizer uitroepen met steun van de Goten, maar ook hij overleed of moest aftreden. Hierna trokken de Goten zich naar hun eigen gebied terug. Daar werden ze door Valens' troepen ingehaald en in diverse Thracische steden gevangengezet. Athanarik eiste hun vrijlating en teruggave, maar dat gebeurde niet.
Keizer Valens bereidde een strafexpeditie tegen de Goten voor vanwege hun steun aan Procopius. Het argument van de Goten dat ze slechts reageerden op wat een verzoek van Rome leek om troepen te leveren volgens het foederativerdrag accepteerde Valens niet. In 367 trokken de troepen van Valens de rivier de Donau over en drongen het Gotische gebied binnen. Athanarik trok met zijn troepen terug, waardoor de Romeinen vernielingen konden aanrichten in Walachije. Het jaar daarop stroomde de Donau over, waardoor een aanval werd afgehouden. In 369 trokken de troepen de Donau over en vielen ze Bessarabië binnen. Het mondde uit in een veldslag tussen de troepen van Valens en het halve leger van Athanarik. Deze verloor maar wist zich zodanig terug te trekken dat de verliezen beperkt bleven. In september sloten Valens en Athanarik vrede. Omdat Athanarik als rechter had gezworen geen Romeins gebied te betreden, werd de vrede ondertekend op een schip op de Donau. In deze vrede behielden de Goten hun status van 'foederati' en 'amici' (vrienden) van het Romeinse Rijk, maar de handel tussen de twee staten werd beperkt tot twee grensposten, en de jaarlijkse betaling van de Romeinen aan de Goten werd beëindigd.

## Binnenlandse problemen
Nadat hij de overeenkomst getekend had, kon Athanarik zich weer met binnenlandse problemen bezighouden. Tussen 369 en 372 kwam het tot een grote christenvervolging onder de Goten. Het christendom, (zowel het katholicisme als het arianisme), was in de vierde eeuw bij de Goten in opkomst. Voor Athanarik en andere heidense Goten was het christendom niet alleen een bedreiging voor de stamgoden, maar christenen werden er ook van verdacht heimelijke handlangers van de Romeinen te zijn. Een eerdere christenvervolging (mogelijk geleid door Athanariks vader) had al rond 348 plaatsgevonden, en een groep Gotische christenen (waaronder Ulfila) leefde sindsdien in de Romeinse provincie Moesia (de Gothi minores). Elke stam moest een afgodsbeeld centraal stellen en iedereen moest daaraan offeren. Wie weigerde moest ter dood gebracht worden.
Een Gotische prins, Fritigern, wilde de macht overnemen van Athanarik. Hij nam contact op met keizer Valens, en kreeg diens steun in ruil voor de belofte zich tot het ariaans christendom te bekeren. Tussen 372 en 376 woedde een burgeroorlog tussen de aanhangers van Athanarik en die van Fritigern.

## Inval van de Hunnen en levenseinde
In 376 nam Athanarik opnieuw de leiding tegen een buitenlandse vijand. De Greuthingi, die ten oosten van de Tervingi woonden, waren verslagen door de Hunnen en vluchtten nu westwaarts het gebied van de Tervingi in. Athanarik nam stelling aan de grensrivier de Dnjepr. De Hunnen vielen Athanarik bij verrassing aan, en net als tegen Valens verloor Athanarik de veldslag, maar wist daarna te ontkomen zonder noemenswaardige verliezen. Athanarik begon verder westelijk aan de bouw van een verdedigingswal, maar werd opnieuw door de Hunnen aangevallen en verslagen.
Hierna stelde Fritigern voor om bij het Romeinse Rijk aan te sluiten. Het grootste deel van de Tervingi volgde zijn voorstel, en Alaviv en hij trokken naar de Donau. Hun groep vormt wat later bekendstaat als de Visigoten. Athanarik en zijn mannen trokken naar een regio genaamd Caucaland, waarschijnlijk in Transsylvanië, en veroverden het op de Sarmaten. In 380 werd Athanarik door zijn eigen mensen verdreven, waarschijnlijk onder invloed van Fritigern. Hij vluchtte naar Constantinopel, waar keizer Theodosius I hem vorstelijk ontving. Twee weken later echter, op 25 januari 381, stierf Athanarik. Hij kreeg een vorstelijke begrafenis van de keizer.
Achiulf · Alatheus · Athalarik  · Andag · Amalasuntha · Athanarik · Erarik · Ermanarik · Ildibad · Odotheus . Radegast · Safrax · Teia · Theodahad · Theodorik de Grote · Theodorik de Oudere · Thiudimir · Totila · Valamir · Videricius · Vidimir · Vithimiris · Witiges